# Arcidiocesi di Belo Horizonte

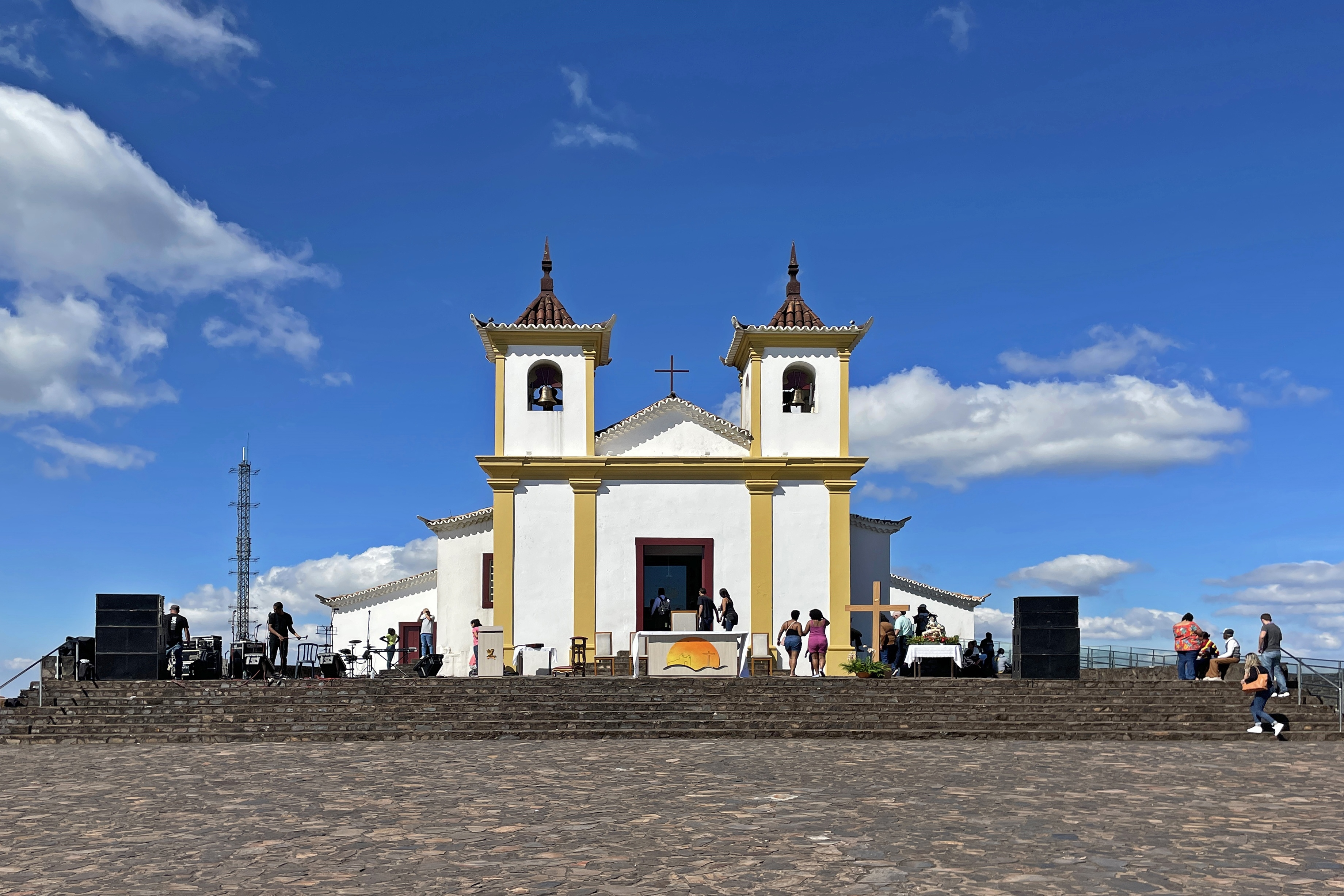
Il santuario basilica di Nostra Signora della Pietà di Caeté.

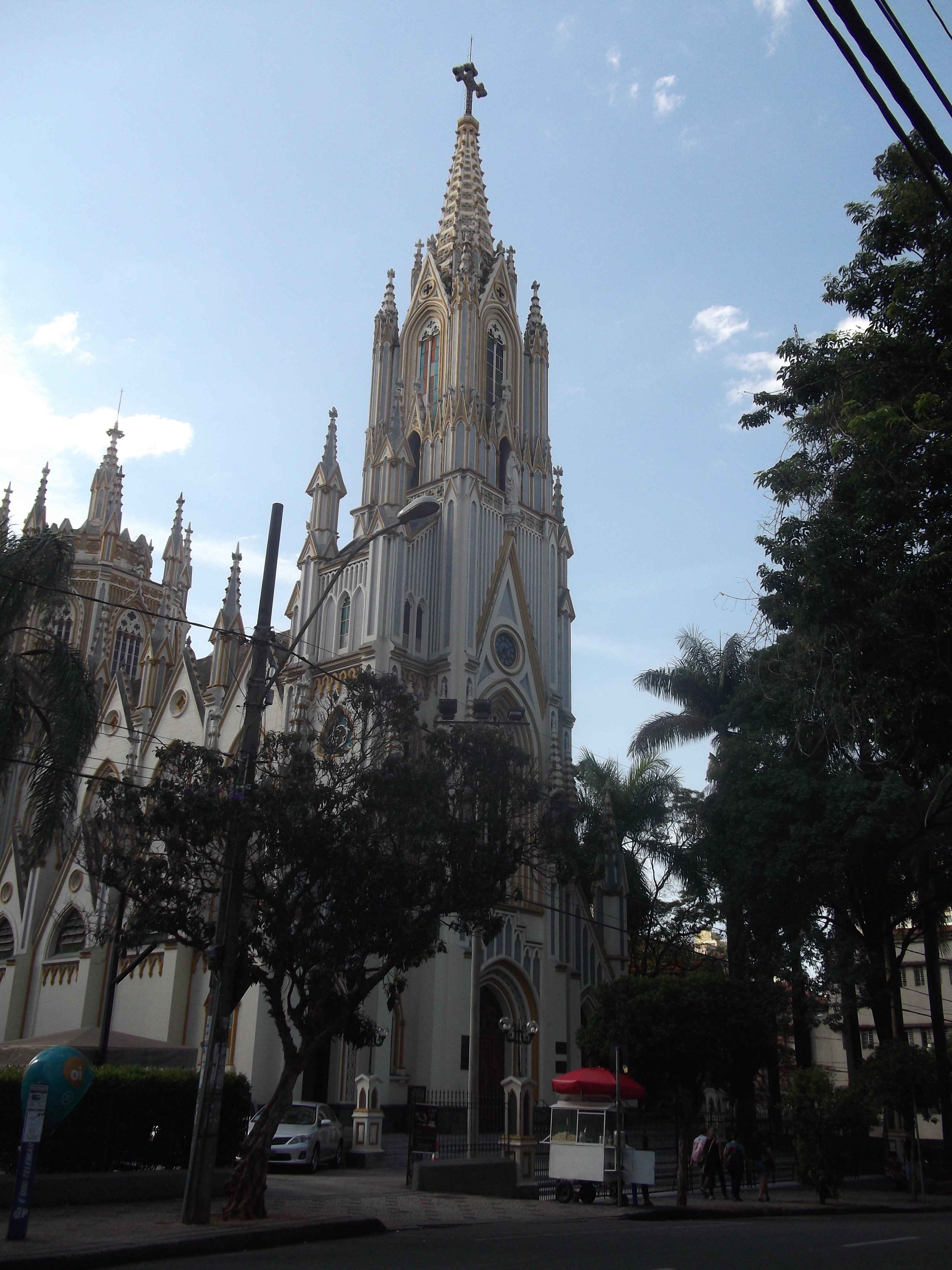
La basilica di Nostra Signora di Lourdes di Belo Horizonte.

L'arcidiocesi di Belo Horizonte (in latino Archidioecesis Bellohorizontina) è una sede metropolitana della Chiesa cattolica in Brasile. Nel 2023 contava 3.518.700 battezzati su 5.020.679 abitanti. È retta dall'arcivescovo Walmor Oliveira de Azevedo.

## Territorio
L'arcidiocesi comprende 28 comuni nella parte centrale dello stato brasiliano di Minas Gerais: Belo Horizonte, Belo Vale, Betim, Bonfim, Brumadinho, Caeté, Confins, Contagem, Crucilândia, Esmeraldas, Ibirité, Lagoa Santa, Mário Campos, Moeda, Nova Lima, Nova União, Pedro Leopoldo, Piedade dos Gerais, Raposos, Ribeirão das Neves, Rio Acima, Rio Manso, Sabará, Santa Luzia, São José da Lapa, Sarzedo, Taquaraçu de Minas e Vespasiano.
Sede arcivescovile è la città di Belo Horizonte, dove si trova la cattedrale di Nostra Signora del Buon Viaggio. Nel territorio sorgono tre basiliche minori: le basiliche di San Giovanni Maria Vianney e di Nostra Signora di Lourdes a Belo Horizonte, e il santuario basilica di Nostra Signora della Pietà a Caeté.

### Parrocchie, foranie e regioni episcopali
Il territorio si estende su 7.222 km² ed è suddiviso in 295 parrocchie, raggruppate in 5 regioni episcopali, ognuna retta da un vescovo ausiliare, e 37 foranie:
- la regione episcopale Nossa Senhora Aparecida, istituita nel 1986, comprende 77 parrocchie e un'area pastorale in 8 foranie;
- la regione episcopale Nossa Senhora da Esperança, istituita nel 1999, comprende 44 parrocchie e un'area pastorale in 6 foranie; è affidata a Joaquim Giovani Mol Guimarães;
- la regione episcopale Nossa Senhora da Piedade, istituita nel 1986, comprende 69 parrocchie, 2 aree pastorali, 2 parrocchie di rito orientale in 11 foranie; è affidata a Geovane Luís da Silva;
- la regione episcopale Nossa Senhora da Conceição, istituita nel 1986, comprende 79 parrocchie in 10 foranie; è affidata a Edson José Oriolo dos Santos;
- la regione episcopale Nossa Senhora do Rosario, istituita nel 2019, comprende 12 parrocchie nella valle del Paraopeba.[7][8]

### Provincia ecclesiastica
La provincia ecclesiastica di Belo Horizonte, istituita nel 1924, comprende le seguenti suffraganee:
- diocesi di Divinópolis,
- diocesi di Luz,
- diocesi di Oliveira,
- diocesi di Sete Lagoas.

## Storia
La diocesi di Belo Horizonte fu eretta l'11 febbraio 1921 con la bolla Pastoralis sollicitudo di papa Benedetto XV, ricavandone il territorio dall'arcidiocesi di Mariana, di cui originariamente era suffraganea.
Il 1º febbraio 1924 è stata elevata al rango di arcidiocesi metropolitana con la bolla Ad munus Nobis di papa Pio XI.
Il 20 dicembre 1941, il 16 luglio 1955 e l'11 luglio 1958 ha ceduto porzioni del suo territorio a vantaggio dell'erezione rispettivamente delle diocesi di Oliveira, di Sete Lagoas e di Divinópolis.
Il 17 ottobre 2017 santa Maria della Pietà è stata confermata patrona dell'arcidiocesi.

## Cronotassi dei vescovi
Si omettono i periodi di sede vacante non superiori ai 2 anni o non storicamente accertati.
- Antônio dos Santos Cabral † (21 novembre 1921 - 15 novembre 1967 deceduto)
- João Resende Costa, S.D.B. † (15 novembre 1967 succeduto - 5 febbraio 1986 ritirato)
- Serafim Fernandes de Araújo † (5 febbraio 1986 succeduto - 28 gennaio 2004 ritirato)
- Walmor Oliveira de Azevedo, dal 28 gennaio 2004

## Istituti religiosi presenti in arcidiocesi

### Istituti religiosi maschili
Nel 2013, contavano case in arcidiocesi le seguenti comunità religiose maschili:
- Ordine di Sant'Agostino
- Canonici regolari premostratensi
- Ordine della Beata Vergine del Monte Carmelo
- Ordine dei carmelitani scalzi
- Chierici regolari di San Paolo
- Chierici regolari poveri della Madre di Dio delle scuole pie
- Chierici regolari teatini
- Compagnia di Gesù
- Compagnia di Maria
- Congregazione dei Sacri Cuori
- Congregazione del Cuore Immacolato di Maria
- Congregazione del Santissimo Redentore
- Congregazione del Santissimo Sacramento
- Congregazione della Passione di Gesù Cristo
- Congregazione delle Sacre Stimmate di Nostro Signore Gesù Cristo
- Congregazione delle Scuole di Carità
- Congregazione dello Spirito Santo
- Congregazione di San Pietro in Vincoli
- Figli di Maria Immacolata
- Ordine dei frati minori

- Ordine dei frati minori cappuccini
- Ordine dei frati predicatori
- Istituto Nuova Gerusalemme
- Legionari di Cristo
- Ordine di Santa Maria della Mercede
- Missionari comboniani del Cuore di Gesù
- Missionari degli Operai
- Missionari del Sacro Cuore di Gesù
- Missionari della Sacra Famiglia
- Missionari di Nostra Signora del Santissimo Sacramento
- Missionari Figli del Cuore Immacolato di Maria
- Ordine della Santa Croce
- Piccola opera della Divina Provvidenza
- Preti del Sacro Cuore di Gesù di Bétharram
- Religiosi terziari cappuccini di Nostra Signora Addolorata
- Società del Verbo Divino
- Società di Maria
- Società salesiana di San Giovanni Bosco
- Società San Paolo

### Istituti religiosi femminili
Nel 2013, contavano case in arcidiocesi le seguenti comunità religiose femminili:
- Ancelle del Sacro Cuore di Gesù
- Ancelle del Santissimo Sacramento
- Ancelle riparatrici del Sacro Cuore di Gesù
- Benedettine della Congregazione del Brasile
- Carmelitane scalze
- Clarisse
- Concezioniste francescane
- Congregazione di Nostra Signora di Betlemme
- Figlie del Sacratissimo Cuore di Gesù
- Figlie di Gesù
- Figlie di Maria Ausiliatrice
- Figlie di Maria Immacolata di Agen
- Figlie di Maria Immacolata di Reggio Calabria
- Figlie di Maria Missionarie
- Figlie di Nostra Signora al Monte Calvario
- Figlie di Nostra Signora della Neve
- Figlie di Sant'Eusebio
- Fraternità delle piccole sorelle di Gesù
- Istituto Verbum Dei
- Missionarie di Nostra Signora delle Grazie
- Missionarie di Sant'Antonio Maria Claret
- Missionarie salesiane del Cuore di Maria, di Tanguá
- Missionarie serve dello Spirito Santo
- Ordine della Compagnia di Maria Nostra Signora
- Pia società figlie di San Paolo
- Piccole figlie di San Giuseppe
- Piccole missionarie di Maria Immacolata
- Piccole suore dell'Assunzione
- Piccole suore dell'Immacolata Concezione
- Piccole suore della Divina Provvidenza
- Religiose concezioniste missionarie dell'insegnamento
- Religiose del Sacro Cuore di Maria Vergine Immacolata
- Religiose dell'Assunzione
- Religiose delle Scuole Pie
- Religiose di Maria Immacolata (servizio domestico)
- Religiose domenicane dell'Annunziata
- Religiose missionarie di Nostra Signora dei Dolori
- Serve della Santissima Trinità, di Rio de Janeiro
- Società del Sacro Cuore di Gesù
- Suore agostiniane missionarie
- Suore agostiniane recollette missionarie
- Suore angeliche di San Paolo
- Suore ausiliatrici di Nostra Signora della Pietà
- Suore benedettine della Divina Provvidenza
- Suore carmelitane della carità di Vedruna

- Suore carmelitane della Divina Provvidenza
- Suore Carmelitane di Santa Teresa
- Suore carmelitane missionarie
- Suore carmelitane missionarie teresiane
- Suore catechiste francescane
- Suore clarisse francescane missionarie del Santissimo Sacramento
- Suore dei Sacri Cuori e dell'adorazione perpetua del Santissimo Sacramento
- Suore dei Santi Angeli
- Suore del Sacro Cuore di Maria, di Belaar
- Suore della Carità di Ottawa
- Suore della Congregazione di Maria
- Suore della Fraternità Esperança
- Suore della Divina Provvidenza
- Suore della Divina Volontà
- Suore della Nuova Gerusalemme
- Suore della Provvidenza
- Suore di carità delle Sante Bartolomea Capitanio e Vincenza Gerosa
- Suore di Gesù nella Santissima Eucaristia
- Suore di Nostra Signora del Ritiro al Cenacolo
- Suore di Nostra Signora del Santissimo Sacramento
- Suore di Nostra Signora dell'Immacolata Concezione
- Suore di Nostra Signora della Carità del Buon Pastore
- Suore di Nostra Signora della Consolazione
- Suore di San Giovanni Battista
- Suore di San Pietro Canisio
- Suore di Santa Dorotea della Frassinetti
- Suore di Santa Marcellina
- Suore discepole di Gesù Eucaristico
- Suore domenicane della Beata Imelda
- Suore domenicane della Congregazione romana di San Domenico
- Suore francescane alcantarine
- Suore francescane del Sacro Cuore di Gesù, di Rio de Janeiro
- Suore francescane del Signore della Città
- Suore francescane di Oirschot
- Suore francescane missionarie di Maria
- Suore maestre di Santa Dorotea, figlie dei Sacri Cuori
- Suore ministre degli infermi di San Camillo
- Suore missionarie cappuccine di San Francesco d'Assisi
- Suore missionarie di Gesù Crocifisso
- Suore oblate del Santissimo Redentore
- Suore orsoline del Sacro Cuore di Maria
- Suore piccole operaie di Nostra Signora Mediatrice
- Suore sacramentine
- Suore serve di Maria del Brasile
- Suore serve di Maria riparatrici

## Statistiche
L'arcidiocesi nel 2023 su una popolazione di 5.020.679 persone contava 3.518.700 battezzati, corrispondenti al 70,1% del totale.
| anno | popolazione | popolazione | popolazione | presbiteri | presbiteri | presbiteri | presbiteri                | diaconi | religiosi | religiosi | parrocchie |
| anno | battezzati  | totale      | %           | numero     | secolari   | regolari   | battezzati per presbitero | diaconi | uomini    | donne     | parrocchie |
| ---- | ----------- | ----------- | ----------- | ---------- | ---------- | ---------- | ------------------------- | ------- | --------- | --------- | ---------- |
| 1950 | ?           | 900.000     | ?           | 225        | 135        | 90         | ?                         |         |           |           | 98         |
| 1958 | ?           | 794.209     | ?           | 263        | 108        | 155        | ?                         |         | 155       | 968       | 78         |
| 1965 | 1.200.000   | 1.300.000   | 92,3        | 292        | 124        | 168        | 4.109                     |         | 210       | 1.250     | 97         |
| 1970 | ?           | 1.300.000   | ?           | 438        | 166        | 272        | ?                         |         | 347       | 1.500     | 106        |
| 1976 | 2.150.000   | 2.400.000   | 89,6        | 374        | 145        | 229        | 5.748                     |         | 324       | 1.400     | 116        |
| 1980 | 2.070.000   | 2.300.000   | 90,0        | 363        | 156        | 207        | 5.702                     |         | 319       | 1.300     | 135        |
| 1990 | 3.067.000   | 3.407.000   | 90,0        | 458        | 194        | 264        | 6.696                     |         | 475       | 1.130     | 177        |
| 1999 | 2.950.720   | 3.934.294   | 75,0        | 573        | 246        | 327        | 5.149                     |         | 789       | 1.488     | 219        |
| 2000 | 3.004.162   | 4.005.549   | 75,0        | 574        | 265        | 309        | 5.233                     |         | 820       | 1.497     | 223        |
| 2001 | 3.149.862   | 4.199.816   | 75,0        | 585        | 268        | 317        | 5.384                     |         | 777       | 1.396     | 242        |
| 2002 | 3.244.231   | 4.325.642   | 75,0        | 548        | 255        | 293        | 5.920                     |         | 795       | 1.508     | 242        |
| 2003 | 3.290.315   | 4.387.087   | 75,0        | 576        | 268        | 308        | 5.712                     |         | 859       | 1.416     | 252        |
| 2004 | 3.162.539   | 4.216.719   | 75,0        | 572        | 275        | 297        | 5.528                     |         | 920       | 1.332     | 257        |
| 2006 | 3.535.715   | 4.715.083   | 75,0        | 609        | 302        | 307        | 5.805                     |         | 950       | 1.612     | 258        |
| 2012 | 3.324.000   | 4.748.000   | 70,0        | 730        | 358        | 372        | 4.553                     | 5       | 822       | 1.378     | 266        |
| 2015 | 3.406.000   | 4.866.000   | 70,0        | 729        | 358        | 371        | 4.672                     | 33      | 871       | 1.640     | 273        |
| 2018 | 3.578.000   | 5.110.678   | 70,0        | 656        | 368        | 288        | 5.454                     | 64      | 668       | 740       | 277        |
| 2020 | 3.600.000   | 5.142.935   | 70,0        | 679        | 376        | 303        | 5.301                     | 89      | 950       | 1.493     | 291        |
| 2022 | 3.653.800   | 5.213.463   | 70,1        | 708        | 383        | 325        | 5.160                     | 122     | 708       | 511       | 293        |
| 2023 | 3.518.700   | 5.020.679   | 70,1        | 711        | 384        | 327        | 4.948                     | 122     | 908       | 699       | 295        |